# Schevetorenillusie
De schevetorenillusie is een optische illusie die ontstaat als twee precies dezelfde foto's van de (scheve) Toren van Pisa naast elkaar worden gelegd. In dit geval lijkt het alsof de toren op de rechterfoto veel meer naar rechts leunt dan de toren op de andere foto.
De illusie werd ontdekt door Frederick Kingdom, Ali Yoonessi en Elena Gheorghiu van McGill University. Hiermee behaalden ze in 2007 de eerste prijs in de "Best Illusion of the Year Contest", uitgeschreven door de Neural Correlate Society, een Amerikaanse non-profitorganisatie ter bevordering van wetenschappelijk onderzoek op het gebied van waarneming en perceptie.
Kennelijk ontstaat de illusie doordat de twee foto's als één geheel worden gezien, en doordat in de waarneming wordt uitgegaan van perspectivische convergentie van verticale lijnen. Omdat de verticale lijnen van de twee torens niet convergeren, dus in de beleving niet parallel lopen, wordt dit geïnterpreteerd als divergeren, zodat in dit geval de rechtertoren nóg schever lijkt te staan.
| Toren van... |  | Pisa |
| Toren van... |  | Pisa |